# Henryk Korbański
Henryk Michał Korbański (ur. 25 września 1957 w Żarach, zm 1 marca 2025) – polski artysta rzeźbiarz, malarz, rysownik.

## Życiorys

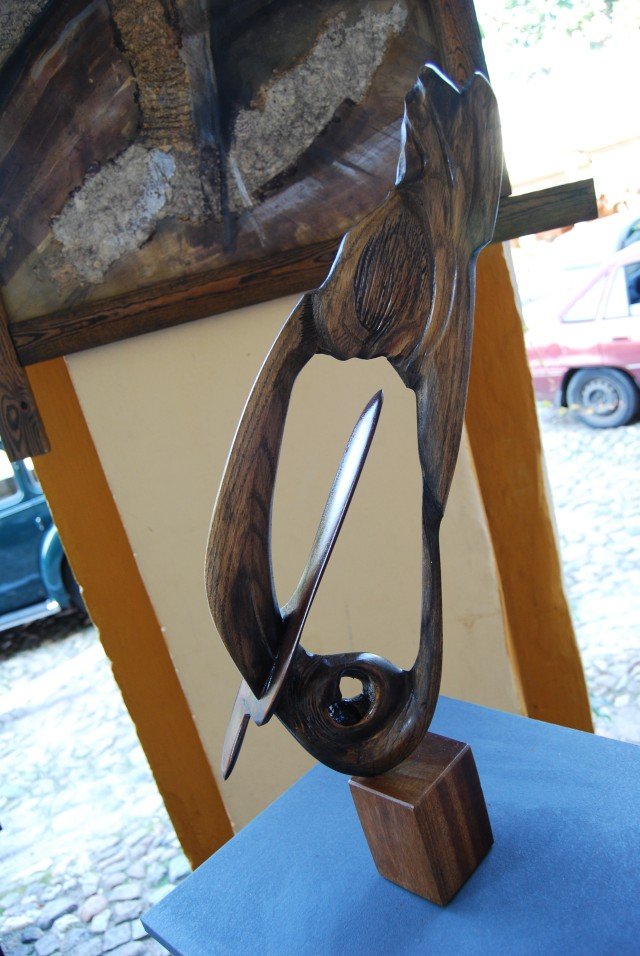
Milosc 2006

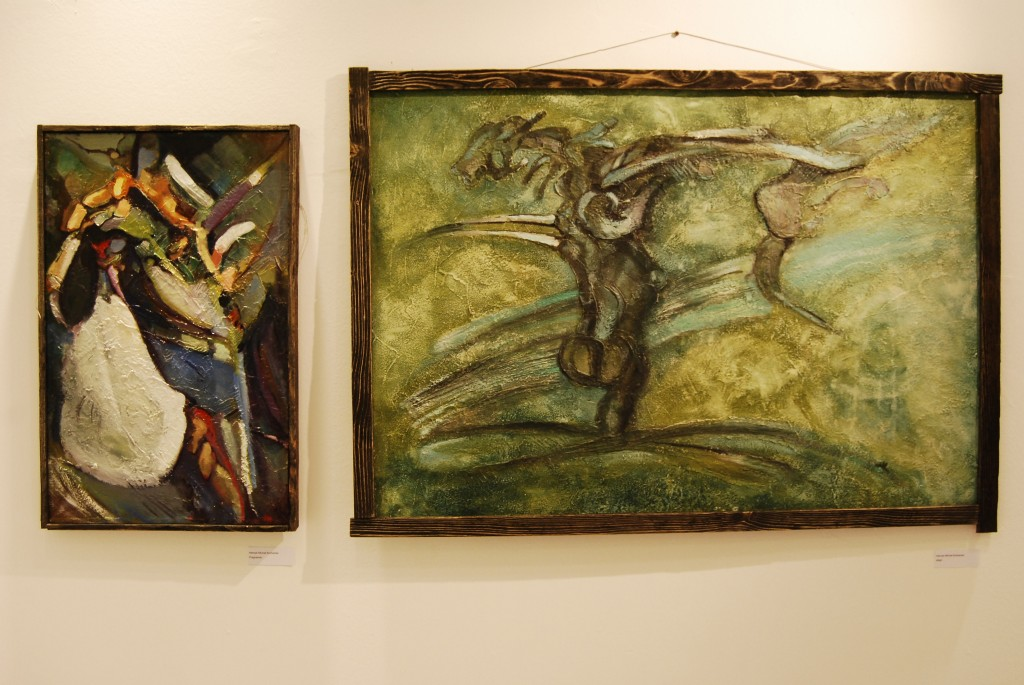
Prace z Salonu Jesiennego

- W 1977 roku ukończył Liceum Sztuk Plastycznych w Poznaniu,
- Od 1982 absolwent Państwowej Wyższej Szkoły Sztuk Plastycznych (aktualnie Uniwersytet Artystyczny) w Poznaniu, na kierunku rzeźby ze specjalnością drobnej formy rzeźbiarskiej z tytułem magistra sztuki; dyplom z medalierstwa i rysunku.
- Od 1983 roku należy do Związku Polskich Artystów Plastyków (oddział w Opolu)
- Od 1983 roku pracuje przy renowacji zabytków.
- Od 1994 roku prowadzi firmę rzeźbiarsko-sztukatorską „Sima”.

Brał udział w indywidualnych wystawach rzeźby i rysunku,
prezentował własne formy artystyczne z zakresu rzeźby i rysunku w Instytucie Polskim w Lipsku (Niemcy), w Bolzano (Włochy), Polska;
Brał udział w wystawach zbiorowych i indywidualnych w kraju i za granicą.
Dwukrotny komisarz plenerów rzeźbiarskich w Dylakach (woj. opolskie)
Dorobek ponad 150 odrestaurowanych obiektów zabytkowych, sakralnych i realizacji do współczesnych wnętrz.

## Twórczość
Twórczość artysty określa się mianem biologizującego abstrakcjonizmu, podążającego w kierunku surrealistycznym. Rozmaite organiczne formy, działają na wyobraźnię znacząco i są otworem dla zwiedzających, są sugestią do budowania własnych wizji.
Przenosił do rysunków techniki z warsztatu rzeźbiarskiego, co dodaje pracom specyficznej ekspresji.
W zbiorach artysty jest kilkaset rysunków oraz projektów rzeźb.

### Wystawy
- Indywidualna wystawa 2002 rok pt: "Ślady" w galerii "Pierwsze piętro" (ZPAP w Opolu)
- Salon Jesienny 2002 rok (Galeria Sztuki Współczesnej w Opolu)
- Salon Jesienny 2008 rok (Galeria Sztuki Współczesnej w Opolu)
- Salon Jesienny 2009 rok (Galeria Sztuki Współczesnej w Opolu)
- Salon Jesienny 2010 rok (Galeria Sztuki Współczesnej w Opolu)
- Zbiorowe wystawy 2010/2011 rok Opolskiego środowiska artystów w różnych miastach Polski (galerie przy ZPAP)
- Program zrealizowany z TVP pt.: "Ginące zawody" o Henryku Korbańskim
- Prace artysty były prezentowane w kalendarzach "Vescom" z roku 2009 i 2010
- Od 11 sierpnia 2014 roku do 27.03.2015 roku wraz z Firmą konserwatorską ARSLONGA z Krakowa, Firma SIMA której H.M. Korbański jest właścicielem, wykonała konserwację ołtarza głównego w kościele parafialnym pw. św. Michała Archanioła w Karłowicach w gminie Popielów. Prace odebrał po wykonaniu Wojewódzki Opolski Konserwator Zabytków[2].